# Calathura norvegica
Calathura norvegica is een pissebed uit de familie Leptanthuridae. De wetenschappelijke naam van de soort is voor het eerst geldig gepubliceerd in 1872 door Sars.